# Sevan Nişanyan
Pour les articles homonymes, voir Sevan (homonymie).
Sevan Nişanyan (arménien : Սեւան Նշանեան), né le 21 décembre 1956 à Istanbul, est un écrivain, lexicographe, professeur et hôtelier faisant partie de la communauté arménienne de Turquie.

## Biographie
Après des études secondaires au lycée américain d'İstanbul, il rejoint successivement les universités américaines Yale et Columbia où il étudie l'histoire, la philosophie et les systèmes politiques d'Amérique du Sud.
En 1984 et 1985, il fonde l'entreprise qui introduit en Turquie l'ordinateur individuel Commodore 64. Il s'intéresse à la programmation informatique, et assiste à diverses conférences et discussions sur ce sujet. Nişanyan a aussi été le fondateur du premier magazine consacré à l'ordinateur de Turquie, Commodore, dans lequel il écrit sous le nom de “Baytan Bitirmez müstear”.
Sevan Nişanyan est l'auteur de plusieurs guides de voyages publiés par différentes maisons d'édition anglaises et extrême-orientales. En 1998, il publie pour la première fois le Küçük oteller kitabı (en français : Guide des auberges). Cet ouvrage, qui souhaite contribuer à changer l'échelle et l'approche du tourisme en Turquie, fait l'objet d'une mise à jour annuelle.
En 1995, Nişanyan s'installe dans le petit village de Şirince à proximité du site d'Éphèse, où il entreprend des travaux de conservation du patrimoine architectural local et ouvre plusieurs maisons d'hôtes.
Le complexe « Nişanyan evleri » (en français : Les Maisons de Nişanyan) qu'il a construit en rénovant dans un style traditionnel les maisons anciennes du village a ouvert ses portes en 1999. En 2001, Nişanyan est condamné à dix mois de réclusion pour avoir effectué ces différents travaux et constructions sans permis de construire.
Durant son incarcération, il rédige le premier dictionnaire étymologique turc intitulé Sözlerin Soyağacı: Çağdaş Türkçenin Etimolojik Sözlüğü. Sevan Nişanyan énerve parfois par son arrogance et son goût pour la provocation.
En 2006, il publie un nouveau guide de voyage sur la Turquie orientale : Ankara'nın Doğusundaki Türkiye (en français : La Turquie à l'est d'Ankara).
Son livre intitulé Yanlış Cumhuriyet : Atatürk ve Kemalizm Üzerine 51 soru, qui parle du début de la République Turque et qui révèle des opinions critiques sur cette époque, est publié en 2008.
Outre ses articles hebdomadaires dans Agos, du 29 octobre 2008 au 14 décembre 2009, il a écrit des articles linguistiques dans Taraf (en) en utilisant le surnom « Kelimebaz ». Il a publié deux livres ses articles reprenant ces articles.
Dès 2009, il entame un nouveau livre sur les noms de lieu de Turquie, qu'il publie en 2010.
En 2014, un tribunal turc le condamne à 17 ans de prison pour neuf chefs d’accusation distincts. Trois ans plus tard, en 2017, il fuit la prison et s'exile en Grèce. Son permis de séjour n'est cependant pas renouvelé et il est arrêté par la police grecque fin décembre 2021, risquant l'extradition vers la Turquie.

### Vie privée
Il a eu trois enfants de sa première femme, et deux de la seconde, soit cinq en tout.